# André Verdet-Kléber
Pour les articles homonymes, voir Verdet et Kléber (homonymie).
André Verdet-Kléber (né le 27 août 1899 à Sorgues et mort le 26 février 1988 à Paris) est un producteur, documentariste et réalisateur français. 

## Biographie
André Verdet-Kléber était un cinéaste et directeur des établissements et laboratoires photographiques Veka à Marseille. Il fut recruté au début de la Seconde Guerre mondiale par le COIC (Comité d’Organisation de l’Industrie Cinématographique créé le 2/12/1940) pour réaliser et produire des courts-métrages de propagande en faveur du régime de Vichy et du maréchal Pétain.
André Verdet-Kléber fut recruté par le journal France-Actualités-Pathé-Gaumont, pour réaliser un magazine bimensuel de propagande, La France en marche, qui diffusait deux séries ; une série de reportages centrés sur Pétain et la Révolution nationale, et une autre sur l'activité des provinces françaises. Cette production était considérée comme prioritaire pour l'attribution de la pellicule (fourni notamment par l'usine Lumière à Lyon) le traitement en laboratoire (établissements Pagnol à Marseille) et la dotation en carburant. Après le contrôle de la censure, les documentaires étaient projetés obligatoirement à la suite des actualités cinématographiques dans le cadre de la législation relative aux films « d'intérêt national ». André Verdet-Kléber était secondé par Jacques Berr, nommé le rédacteur en chef.  Une liaison permanente s'établit entre la société Veka et les services ministériels qui élaborent cette politique. La France en marche et la série hebdomadaire d'actualités France-Actualités Pathé-Gaumont, ont été produits et distribués à Marseille pour tout le sud de la France et les colonies. Après l'annexion de la zone libre par les Allemands, en 1942, André Verdet-Kléber et Jacques Berr prirent leurs distances en raison de la mainmise directe des autorités d'occupation dans le service d'information et d'actualités. Cette prise de position leur valut de pouvoir continuer à produire et réaliser des courts-métrages après la Seconde Guerre mondiale.
André Verdet-Kléber produisit un film, puis un certain nombre de courts-métrages.

## Filmographie
Producteur
- 1947 : Le diable souffle d'Edmond T. Gréville
- 1949 : Film officiel du Tour de France 1949 ou 24 Jours de course
- 1950 : Film officiel du Tour de France 1950 ou Toutes les vedettes de la route
- 1951 : Le Tour de France 1951 (trois volets : Le 38e Tour de France (45 min), De la Lorraine au Languedoc en 15 étapes (40 min) et Les Neuf étapes de Carcassonne à Lutèce (39 min)
- 1952 : Le Tour de France 1952 (deux volets : De l'Atlantique aux Alpes (26 min) et Des Alpes à l'Île-de-France (26 min)
- 1973 : Bourgogne, réalisé par Albert Guyot (court-métrage)

Réalisateur
- 1951 : Les Libellules de Cormeilles-en-Vexin (court-métrage)
- 1952 : Le Tour de France 1952 (deux volets : De l'Atlantique aux Alpes (26 min) et Des Alpes à l'Île-de-France (26 min)